# 印第安諾波利斯 (巴拉那州)
印第安諾波利斯（葡萄牙語：Indianópolis）是巴西的市鎮，位於該國南部，由巴拉那州負責管轄，面積122.6平方公里，海拔高度515米，2010年人口4,499，人口密度每平方公里36.69人。